# Acer coptophyllum
Acer coptophyllum é uma espécie de árvore do gênero Acer, pertencente à família Aceraceae.